# ガンダカシア
ガンダカシア（学名：genus Gandakasia）は、約4860万- 約4040万年前（新生代古第三紀始新世前期後半［ルテシアン］）に生息していた、水陸両生の原始的クジラ類。化石はパキスタン北部パンジャーブ州のカーラ・チッタ丘陵 (Kala Chitta Hills) にあるルテシアン期の堆積層から発見された。
アンブロケトゥス科に属す。同科にはほかに模式属であるアンブロケトゥスとヒマラヤケトゥスがある。ただし、本種をアンブロケトゥス科ではなく、より古いパキケトゥス科に分類する説もある。

## 呼称
属名 Gandakasia は、発見地カーラ・チッタのある町 Ganda Kas （発見当時は村）にちなむ。
種小名 potens はラテン語で「強い」「力強い」の意。